# Sematophyllum palanense
Sematophyllum palanense là một loài Rêu trong họ Sematophyllaceae. Loài này được (Hampe ex Müll. Hal.) Broth. miêu tả khoa học đầu tiên năm 1908.